# 金放鸣
金放鸣（Fangming Jin），女，中国上海交通大学特聘教授，日本东北大学客座教授，中国教育部长江学者，清华大学固体废物处理与环境安全教育部重点实验室学术委员会副主任。

## 科学研究
长期从事二氧化碳和生物质（包括有机废弃物）的水热资源化利用的世界先进水平研究。作为项目负责人和主要研究者先后承担了20个以上科研项目。在环境、能源、化工领域学术杂志发表学术论文200多篇，16项高创新专利（8项日本专利，8项中国专利）。合作编写英语专著2部。

## 教育背景
- 1996年4月-1999年3月 日本东北大学大学院工学研究科地球工学专攻，博士
- 1987年9月-1990年4月 西北轻工业学院硅酸盐工程系，陶瓷专业，硕士
- 1978年2月-1982年1月 西北轻工业学院轻化工二系，陶瓷专业，学士